# Portero de sala
Los porteros de sala eran antiguos servidores de palacio que guardaban la puerta principal. 
Los porteros de sala guardaban la primera puerta en la casa real. Convenía que fueran hombres de bien porque tenían a su cargo la primera puerta y no debían dar lugar ni dejar entrar a quienes no estaba permitido ni a personas sospechosas. Tal cual lo hacían los portero de cadena.
Estaban obligados así mismo a guardar la puerta donde el Consejo real se juntaba dentro en palacio y tenían allí ciertos derechos y percances por su oficio, de los procesos que se presentaban por apelación. Se repartían estos porteros por días o semanas en las partes y salas mencionadas, tanto en la sala del rey o príncipe como en la de su Consejo y así mismo servían en las salas de las cancillerías reales de Valladolid y Granada por tiempos y como les tocaba a los porteros del rey y reina pero no a los del príncipe salvo que fuera gobernador del reino. 
Tenían sus salarios diputados en la casa real. Aunque eran muchos los destinados a guardar la puerta de la sala, dos estaban por suertes o por tandas, elegidos para la guardia diaria y solo a ellos se les daba sendas velas de cera cada día, que eran algo menores que las que se daban a los reposteros de camas el día que asimismo les tocaba guardia.